# Den Fynske Opera
 Der er for få eller ingen kildehenvisninger i denne artikel, hvilket er et problem. Du kan hjælpe ved at angive troværdige kilder til de påstande, som fremføres i artiklen.

Den Fynske Opera i Odense beliggende på Filosofgangen 19, blev dannet i 1996, med Lars Waage som kunstnerisk leder. 
Den Fynske Opera har siden år 2000 haft status som fast kammeropera i Odense og Lille storbyteater med Odense Kommune som hovedsponsor samt midler fra offentlige og private fonde og Kulturregion Fyn.

## Ekstern henvisning
- Teatrets websted Arkiveret 9. maj 2012 hos  Wayback Machine

| Kunst og kultur | Spire Denne artikel om scenekunst og teater er en spire som bør udbygges. Du er velkommen til at hjælpe Wikipedia ved at udvide den. |

55°23′34″N 10°22′54″Ø / 55.3929°N 10.3817°Ø